# Chthonerpeton tremembe
Espèce
Chthonerpeton tremembe est une espèce de gymnophiones de la famille des Typhlonectidae.

## Répartition
Cette espèce est endémique du Piauí au Brésil. Elle se rencontre à Ilha Grande.

## Publication originale
- Maciel, Leite, Silva-Leite, Leite & Cascon, 2015 : A new species of Chthonerpeton Peters 1880 (Amphibia: Gymnophiona: Typhlonectidae) from the state Piauí, northeastern Brazil. Journal of Herpetology, vol. 49, p. 308–312.